# Burdeos, Quezon
Burdeos là một đô thị cấp bốn ở tỉnh Quezon, Philippines.

### Các đơn vị hành chính
Burdeos, về mặt hành chính, được chia thành 14 khu phố (barangay).
- Aluyon
- Amot
- Anibawan
- Bonifacio
- Cabugao
- Cabungalunan
- Calutcot
- Caniwan
- Carlagan
- Mabini
- Palasan
- Poblacion
- Rizal
- San Rafael